# Perissolestes aculeatus
Perissolestes aculeatus – gatunek ważki z rodziny Perilestidae. Występuje na terenie Ameryki Południowej.